# Ao Preço Fixo

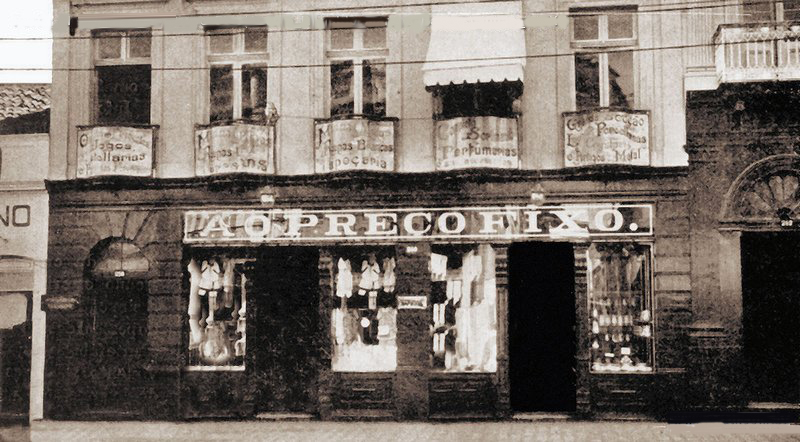
Fachada do bazar no início do século XX.

Ao Preço Fixo foi um bazar de Porto Alegre, no Brasil, lembrado por manter a primeira galeria de arte da cidade e do estado do Rio Grande do Sul.
Fundado por Pedro Porto no fim do século XIX, sob a razão social de Pedro Porto & Cia., o bazar se localizava na Rua da Praia, nº 1348. Era um comércio variado, especializado em produtos importados como perfumes, prataria, porcelanas, bijuterias, rendas, tecidos e brinquedos. Ao Preço Fixo se tornou uma das lojas mais frequentadas pela elite da cidade, num período em que se formava um novo mercado consumidor que procurava sofisticação.
A loja marcou época no cenário artístico da capital ao inaugurar em 1893, por sugestão de Olinto de Oliveira, um espaço especial para a exposição de obras de arte. Até então não havia galerias em Porto Alegre, tampouco no restante do estado, e os artistas costumavam apresentar seus trabalhos em vitrines de lojas comerciais. Não era uma galeria nos moldes modernos, mas era um espaço definido de dimensões apreciáveis, contando com boa iluminação e condições mínimas para a organização de uma mostra. Não havia critérios definidos para a admissão dos candidatos à ocupação da galeria, mas em geral dependia da aprovação de Olinto de Oliveira. A galeria do Preço Fixo foi acolhida com entusiasmo pelos artistas locais, e se tornou o principal meio de consagração de novos talentos. Muitos artistas de relevo ali fizeram sua estreia ou expuseram suas obras, como Antônio Cândido de Menezes, Pedro Weingärtner, Romualdo Prati, Augusto Luiz de Freitas, Libindo Ferraz, recebendo também estrangeiros que circulavam pela capital.